# Agoriini
Tribu
Les Agoriini forment une tribu d'araignées sauteuses appartenant à la sous-famille des Agoriinae que l'on rencontre aux Philippines et en Indonésie, et plus précisément en Nouvelle-Guinée, à Bornéo, à Sumatra, aux Célèbes, à Java et à Singapour.
Cette tribu comprend un seul genre, Agorius Thorell, qui regroupe dix espèces.